# ویچرت (دهانه)
ویچرت یک دهانه برخوردی در ماه‌ است.

## دهانه‌های اقماری
این دهانه ۵ دهانه اقماری دارد.
| Wiechert | عرض جغرافیایی | طول جغرافیایی | قطر          |
| -------- | ------------- | ------------- | ------------ |
| A        | ۸۲.۵° S       | ۱۶۷.۱° E      | ۲۶.۰ کیلومتر |
| P        | ۸۵.۵° S       | ۱۵۰.۵° E      | ۳۷.۰ کیلومتر |
| J        | ۸۵.۶° S       | ۱۷۷.۰° W      | ۳۴.۰ کیلومتر |
| E        | ۸۳.۸° S       | ۱۷۵.۸° E      | ۱۸.۰ کیلومتر |
| U        | ۸۳.۸° S       | ۱۴۷.۵° E      | ۳۰.۰ کیلومتر |